# Draft WNBA 2006
Il Draft WNBA 2006 fu il decimo draft tenuto dalla WNBA. Il 16 novembre 2005 si svolse un expansion draft a favore delle Chicago Sky, appena entrate nella lega, mentre il 5 aprile 2006 si svolse il draft vero e proprio.

## Expansion draft
| Scelta | Giocatrice             | Nazionalità  | Nuova squadra | Vecchia squadra          |
| ------ | ---------------------- | ------------ | ------------- | ------------------------ |
| 1      | Jia Perkins (G)        | Stati Uniti  | Chicago Sky   | Charlotte Sting          |
| 2      | Brooke Wyckoff (F)     | Stati Uniti  | Chicago Sky   | Connecticut Sun          |
| 3      | Elaine Powell (G)      | Stati Uniti  | Chicago Sky   | Detroit Shock            |
| 4      | Kiesha Brown (G)       | Stati Uniti  | Chicago Sky   | Houston Comets           |
| 5      | Deanna Jackson (F)     | Stati Uniti  | Chicago Sky   | Indiana Fever            |
| 6      | Laura Macchi (F)       | Italia       | Chicago Sky   | Los Angeles Sparks       |
| 7      | Stacey Lovelace (F)    | Stati Uniti  | Chicago Sky   | Minnesota Lynx           |
| 8      | DeTrina White (F)      | Stati Uniti  | Chicago Sky   | New York Liberty         |
| 9      | Ashley Robinson (C)    | Stati Uniti  | Chicago Sky   | Phoenix Mercury          |
| 10     | Chelsea Newton (G)     | Stati Uniti  | Chicago Sky   | Sacramento Monarchs      |
| 11     | Bernadette Ngoyisa (C) | RD del Congo | Chicago Sky   | San Antonio Silver Stars |
| 12     | Francesca Zara (G)     | Italia       | Chicago Sky   | Seattle Storm            |
| 13     | Stacey Dales (G)       | Canada       | Chicago Sky   | Washington Mystics       |

|  | Giocatrici selezionate per l'all-star game WNBA |

## College draft

### Primo giro
| Scelta | Giocatrice                | Nazionalità               | Squadra WNBA                                         | College/Squadra di club |
| ------ | ------------------------- | ------------------------- | ---------------------------------------------------- | ----------------------- |
| 1      | Seimone Augustus (G)      | Stati Uniti               | Minnesota Lynx                                       | LSU Lady Tigers         |
| 2      | Cappie Pondexter (G)      | Stati Uniti               | Phoenix Mercury                                      | Rutgers S. Knights      |
| 3      | Monique Currie (G)        | Stati Uniti               | Charlotte Sting                                      | Duke Blue Devils        |
| 4      | Sophia Young (F)          | Saint Vincent e Grenadine | San Antonio Silver Stars                             | Baylor Bears            |
| 5      | Lisa Willis (G)           | Stati Uniti               | Los Angeles Sparks (da Washington)                   | UCLA Bruins             |
| 6      | Candice Dupree (F/C)      | Stati Uniti               | Chicago Sky                                          | Temple Owls             |
| 7      | Shona Thorburn (G)        | Canada                    | Minnesota Lynx (da Detroit)                          | Utah Utes               |
| 8      | Tamara James (G/F)        | Stati Uniti               | Washington Mystics (da Los Angeles)                  | Miami Hurricanes        |
| 9      | La'Tangela Atkinson (G/F) | Stati Uniti               | Indiana Fever                                        | N. Carol. Tar Heels     |
| 10     | Tye'sha Fluker (C)        | Stati Uniti               | Charlotte Sting (da Houston)                         | Tenn. L. Volunteers     |
| 11     | Barbara Turner (G)        | Stati Uniti               | Seattle Storm                                        | UConn Huskies           |
| 12     | Sherill Baker (G)         | Stati Uniti               | New York Liberty                                     | Georgia L. Bulld.       |
| 13     | Kim Smith (F)             | Canada                    | Sacramento Monarchs                                  | Utah Utes               |
| 14     | Scholanda Dorrell (G)     | Stati Uniti               | Sacramento Monarchs (da Connecticut via San Antonio) | LSU Lady Tigers         |

### Secondo giro
| Scelta | Giocatrice            | Nazionalità | Squadra WNBA                                     | College/Squadra di club |
| ------ | --------------------- | ----------- | ------------------------------------------------ | ----------------------- |
| 15     | Ann Strother (G)      | Stati Uniti | Houston Comets (da Charlotte; ceduta a Phoenix)  | UConn Huskies           |
| 16     | Shanna Zolman (G)     | Stati Uniti | San Antonio Silver Stars                         | Tenn. L. Volunteers     |
| 17     | Ambrosia Anderson (F) | Stati Uniti | Detroit Shock (da Minnesota; ceduta a Minnesota) | BYU Cougars             |
| 18     | Liz Shimek (F)        | Stati Uniti | Phoenix Mercury (ceduta a Houston)               | MSU Spartans            |
| 19     | Nikki Blue (G)        | Stati Uniti | Washington Mystics                               | UCLA Bruins             |
| 20     | Jennifer Harris (G)   | Stati Uniti | Chicago Sky                                      | Washburn Ichabods       |
| 21     | Mistie Bass (F)       | Stati Uniti | Phoenix Mercury (da Detroit; ceduta a Houston)   | Duke Blue Devils        |
| 22     | Willnett Crockett (F) | Stati Uniti | Los Angeles Sparks                               | UConn Huskies           |
| 23     | Brooke Queenan (F)    | Stati Uniti | New York Liberty                                 | Boston C. Eagles        |
| 24     | Renae Camino          | Australia   | Houston Comets                                   | AIS                     |
| 25     | Dalila Eshe (F)       | Stati Uniti | Seattle Storm                                    | Florida Gators          |
| 26     | Kasha Terry (F)       | Stati Uniti | Indiana Fever                                    | Georgia T. Yel. Jack.   |
| 27     | LaToya Bond (G)       | Stati Uniti | Charlotte Sting (da Sacramento)                  | Missouri Tigers         |
| 28     | Debbie Merrill (F)    | Stati Uniti | Connecticut Sun                                  | Ohio St. Buckeyes       |

### Terzo giro
| Scelta | Giocatrice                 | Nazionalità    | Squadra WNBA               | College/Squadra di club |
| ------ | -------------------------- | -------------- | -------------------------- | ----------------------- |
| 29     | Tiffany Stansbury (F/C)    | Stati Uniti    | Houston Comets             | NCSU Wolfpack           |
| 30     | Khara Smith (F)            | Stati Uniti    | San Antonio Silver Stars   | DePaul B. Demons        |
| 31     | Megan Duffy (G)            | Stati Uniti    | Minnesota Lynx             | N. Dame F. Irish        |
| 32     | Crystal Smith (G)          | Stati Uniti    | Phoenix Mercury            | Iowa Hawkeyes           |
| 33     | Mariam Sy (C)              | Mali           | Washington Mystics         | Oklahoma City Stars     |
| 34     | Kerri Gardin (F)           | Stati Uniti    | Chicago Sky                | Virginia Tech Hokies    |
| 35     | Zane Teilāne (C)           | Lettonia       | Detroit Shock              | WIU Leathernecks        |
| 36     | Tiffany Porter-Talbert (G) | Stati Uniti    | Los Angeles Sparks         | WKU Lady Toppers        |
| 37     | Christelle N'Garsanet (C)  | Costa d'Avorio | New York Liberty           | Missouri Tigers         |
| 38     | Jessica Foley (G)          | Australia      | Indiana Fever (da Houston) | Duke Blue Devils        |
| 39     | Erin Grant (G)             | Stati Uniti    | Seattle Storm              | TTU Lady Raiders        |
| 40     | Marina Kuzina (C)          | Russia         | Indiana Fever              | Nadežda Orenburg        |
| 41     | Lamisha Augustine (F)      | Stati Uniti    | Sacramento Monarchs        | S. Jose St. Spartans    |
| 42     | Marita Payne (C)           | Australia      | Connecticut Sun            | Auburn Tigers           |